# Embelia furfuracea
Embelia furfuracea är en viveväxtart som beskrevs av Coll. och Hemsl. Embelia furfuracea ingår i släktet Embelia och familjen viveväxter. Inga underarter finns listade i Catalogue of Life.